# Meet the Woo
Meet the Woo (альтернативна назва Meet the Woo, Vol. 1) - дебютний мікстейп американського репера Pop Smoke. Він був випущений 26 липня 2019 року на лейблах Victor Victor Worldwide та Republic Records. Він дебютував під номером 173 на американському чарті Billboard 200. "Welcome to the Party" і "Dior" були випущені як сингли з мікстейпу.

## Сингли
29 травня 2019 року Pop Smoke випустив перший сингл з альбому «Welcome To The Party», було випущено два ремікси за участю реперів Nicki Minaj та Скепти у серпні 2019. Пізніше ремікси з'явилися на делюкс-версії альбому.

## Комерційний успіх
Meet the Woo дебютував за номером 173 на американському чарті Billboard 200, 31 серпня 2019 року. Наступного тижня мікстейп вилетів із чарту. 3 липня 2020 мікстейп досяг вищої позиції в чарті, посівши 105 місце.

## Список композицій
Інформація з Tidal и Spotify.
| #     | Назва                  | Продюсер(и)               | Тривалість |
| ----- | ---------------------- | ------------------------- | ---------- |
| 1.    | «Meet the Woo»         | 808MeloBeats              | 2:01       |
| 2.    | «Welcome to the Party» | 808MeloBeats              | 3:34       |
| 3.    | «Hawk Em»              | 808MeloBeats              | 1:58       |
| 4.    | «Better Have Your Gun» | 808MeloBeats і Yoz Beats  | 3:19       |
| 5.    | «Scenario»             | 808MeloBeats              | 4:01       |
| 6.    | «Dior»                 | 808MeloBeats              | 3:36       |
| 7.    | «Feeling»              | 808MeloBeats і Rico Beats | 2:41       |
| 8.    | «PTSD»                 | Rico Beats                | 3:19       |
| 9.    | «Brother Man»          | 808MeloBeats і Rico Beats | 3:02       |
| 27:36 |                        |                           |            |

| Делюкс-версія | Делюкс-версія                                          | Делюкс-версія | Делюкс-версія |
| #             | Назва                                                  | Продюсер(и)   | Тривалість    |
| ------------- | ------------------------------------------------------ | ------------- | ------------- |
| 10.           | «Welcome to the Party (Remix)» (за участі Nicki Minaj) | 808MeloBeats  | 3:00          |
| 11.           | «Welcome to the Party (Remix)» (за участі Skepta)      | 808MeloBeats  | 3:35          |
| 34:13         |                                                        |               |               |

## Чарти

### Тижневі чарти
| Чарт (2019—2020)                           | Найвища позиція |
| ------------------------------------------ | --------------- |
| Бельгія Belgian Albums (Ultratop Flanders) | 158             |
| Данія Danish Albums (Hitlisten)            | 31              |
| Канада Canadian Albums (Billboard)         | 98              |
| Нідерланди Dutch Albums (MegaCharts)       | 49              |
| Франція French Albums (SNEP)               | 123             |
| Швеція Swedish Albums (Sverigetopplistan)  | 27              |
| США Billboard 200                          | 105             |

### Річні підсумкові чарти
| Чарт (2020)                | Позиція |
| -------------------------- | ------- |
| Данія (Hitlisten)          | 80      |
| Швеція (Sverigetopplistan) | 71      |

## Сертифікації
| Регіон                                                      | Сертифікація | Продажі |
| ----------------------------------------------------------- | ------------ | ------- |
| Данія (IFPI Denmark)                                        | Золотий      | 10 000  |
| продажі+прослуховування, що базуються лише на сертифікаціях |              |         |